# تپه قلعه کهنه ۱
تپه قلعه کهنه ۱ مربوط به دوره هخامنشی - دوره اشکانیان است و در شهرستان کرمانشاه، بخش مرکزی، دهستان بالادربند، ۷۰۰ متری غرب روستای قلعه کهنه واقع شده و این اثر در تاریخ ۲۶ اسفند ۱۳۸۷ با شمارهٔ ثبت ۲۵۵۳۸ به‌عنوان یکی از آثار ملی ایران به ثبت رسیده است.